# Xã đặc quyền Oronoko, Michigan
Xã Oronoko (tiếng Anh: Oronoko Township) là một xã thuộc quận Berrien, tiểu bang Michigan, Hoa Kỳ. Năm 2010, dân số của xã này là 9.193 người.